# نوبنیاد کمونیست سان مارینو
نوبنیاد کمونیست سن مارینو حزبی سیاسی در کشور سن‌مارینو است. این حزب وقتی تشکیل شد که حزب قدیمی کمونیست این کشور نام خود را به "حزب دموکرات‌ها" تغییر داد. این حزب همانند حزب نوبنیاد کمونیست در ایتالیا سازمان داده شده‌است.
در انتخابات پارلمانی ۲۰۰۱ این حزب ۳٫۳۸ درصد آرا را کسب کرد.
این حزب از اعضای بنیان‌گذار حزب چپ اروپا است.
این حزب مجله ریفوندینفورما (Rifondinforma) را منتشر می‌کند و رهبر کنونی آن ایوان فوشی است.